# CoRoT-2 b
COROT-2 b (ранее известная как COROT-Exo-2 b) — вторая экзопланета, обнаруженная европейским космическим телескопом COROT. Обращается вокруг звезды COROT-2, находящейся на расстоянии около 800 световых лет от Земли в созвездии Змеи. Об открытии было объявлено 20 декабря 2007 года.
Планета является большим горячим юпитером. Радиус COROT-2 b приблизительно в 1,43 раза превышает радиус Юпитера, а масса — в 3,3 раза. Родительская звезда сильно разогревает планету, и заставляет внешние слои её атмосферы раздуваться. Очень большой радиус указывает на то, что COROT-2 b действительно горячая, согласно оценкам, температура составляет порядка 1500 К, ещё горячее, чем можно было бы ожидать, учитывая расстояние до родительской звезды. Этот факт может быть признаком воздействия приливного ускорения другой планеты. По данным космического инфракрасного телескопа Spitzer оказалось, что самая горячая точка планеты смещена от подсолнечного места на запад на 23 ± 4°.
COROT-2 b обращается вокруг своей звезды примерно за 1,7 дней. Её родительская звезда имеет спектральный класс G, она немного прохладнее, чем Солнце, но более активная.
В 2011 году обнаружено, что COROT-2 b быстро теряет массу, разрушаемая рентгеновским излучением своей звезды. Рентгеновский спектр COROT-2 показал, что звезда проявляет высокую активность, которой на орбите экзопленеты, приближающейся к светилу на 0,03 а. е., соответствует поток рентгеновского излучения в 8,5•104 эрг/см2, на пять порядков превосходящий значение, которое характерно для Земли. Если астрономы не ошибаются в своих оценках, ионизирующее излучение будет сильно влиять на эволюцию и структуру атмосферы COROT-2 b и способствовать «испарению» её вещества. По словам руководителя научной группы Себастьяна Шрётера (Sebastian Schrőter), масса COROT-2 b должна ежесекундно уменьшаться на 4,5•1012 грамм (4,5 млн тонн).